# برلی (تگزاس)
برلی (به انگلیسی: Burleigh) یک منطقهٔ مسکونی در ایالات متحده آمریکا است که در شهرستان آستین، تگزاس واقع شده‌است. برلی ۵۹٫۷۴ متر بالاتر از سطح دریا واقع شده‌است.